# 中桥乡
中桥乡，是中华人民共和国重庆市南川区下辖的一个乡镇级行政单位。

## 行政区划
中桥乡下辖以下地区：
大坪村、燕鸣村、中溪村和普陀村。